# Alain Santy
Alain Santy (Lompret, 28 agosto 1949) è un ex ciclista su strada francese, professionista dal 1970 al 1976 e vincitore del Critérium du Dauphiné Libéré 1974.
Anche suo fratello minore Guy Santy fu ciclista professionista.

## Palmarès

### Strada
- 1969 (dilettanti)

Grand Prix des Flandres françaises
- 1971 (Bic, due vittorie)

3ª tappa Tour de Corse
Classifica Tour de Corse
- 1973 (Bic, tre vittorie)

Classifica generale Tour de l'Oise
3ª tappa Étoile des Espoirs
Grand Prix de Momignies
- 1974 (Gan, quattro vittorie)

Classifica finale Prestige Pernod
Parigi-Camembert
4ª tappa Critérium du Dauphiné Libéré (Grenoble > Grenoble)
Classifica generale Critérium du Dauphiné Libéré
- 1975 (Gitane, tre vittorie)

2ª tappa Étoile de Bessèges (Les Vans > Entraygues-sur-Truyère)
4ª tappa Étoile de Bessèges (Balaruc-le-Vieux > Canet-Plage)
Le Samyn

### Altri successi
- 1971 (Bic)

Criterium di Soignies
Criterium di Menton
Grand Prix d'Aix-en-Provence
- 1972 (Bic)

Grand Prix d'Aix-en-Provence
- 1973 (Bic)

Criterium di Wattrelos
- 1974 (Gan)

Criterium di Landivisiau
Criterium di Pléaux
Criterium di Sérénac
- 1975 (Gitane)

Criterium di Nantes

## Piazzamenti

### Grandi Giri
- Tour de France

1972: ritirato (15ª tappa)
1973: 31º
1974: 9º
1975: ritirato (15ª tappa)

### Classiche monumento
- Milano-Sanremo

1972: 50º
- Giro delle Fiandre

1972: 8º
1974: 32º
- Parigi-Roubaix

1973: 30º
1974: 15º
- Liegi-Bastogne-Liegi

1972: 13º
1973: 21º

### Competizioni mondiali
- Challenge Pernod

1974: 7º